# فیلوستورگیوس
فیلوستورگیوس (زبان یونانی: Φιλοστόργιος؛ ۱ ژانویهٔ ۰۳۶۸ – ۱ ژانویهٔ ۰۴۳۳) نویسنده، و مورخ اهل روم باستان بود. اطلاعات بسیار کمی از زندگی او در دسترس است. او در بوریسوس، کاپادوکیه از اولامپیا و کارتریوس به دنیا آمد، و از بیست سالگی در قسطنطنیه زندگی کرد. گفته می‌شود که او از خانواده‌ای آریانیسم می‌آمد و در قسطنطنیه به زودی خود را به یونومیوس سیزیکوس متصل کرد، که فیلوستورگیوس او را در کارش مورد تحسین بسیاری قرار داد.
او تاریخچه ای از مناقشه آریان با عنوان تاریخ کلیسایی (آریانیسم) (Ἐκκλησιαστικὴ ἱστορία, Ekklēsiastikē Historia) نوشت. اصل کتاب فیلوستورگیوس بین سالهای ۴۲۵ و ۴۳۳، به عبارت دیگر، اندکی زودتر از تاریخ سقراط بیزانسی ظاهر شد و در دوازده جلد صحافی شده در دو کتاب شکل گرفت.